# Seznam ornitologů
Toto je seznam významných ornitologů.

## Světoví
- Lukas Jenni
- Hans Löhrl
- Wolfgang Makatsch (1906 - 1983)
- Johann Friedrich Naumann
- Max Nicholson
- Günther Niethammer
- Paul Robien
- Carl Ruß (1833 - 1899)
- Erwin Stresemann
- Robert Stroud

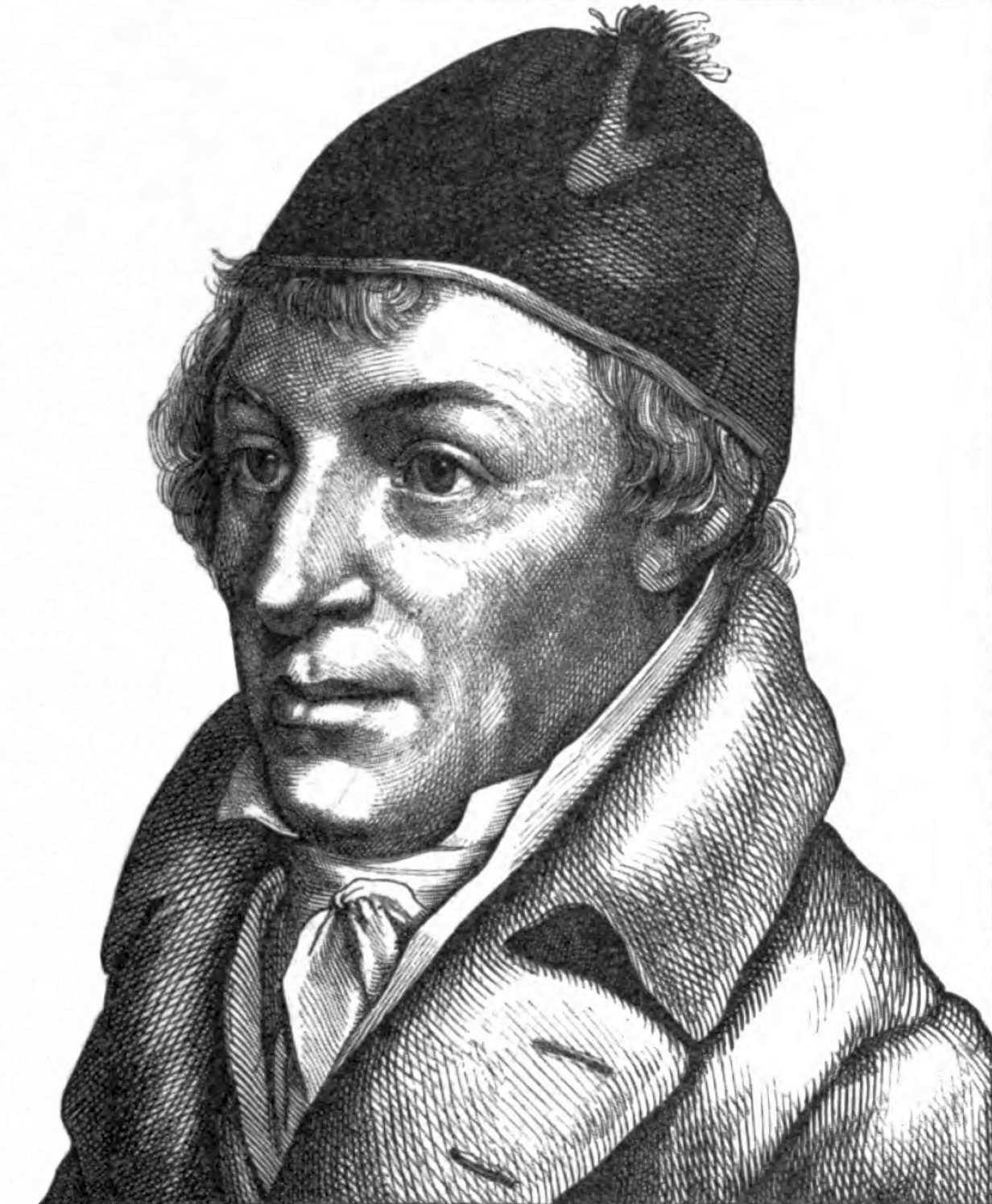
Johann Matthäus Bechstein

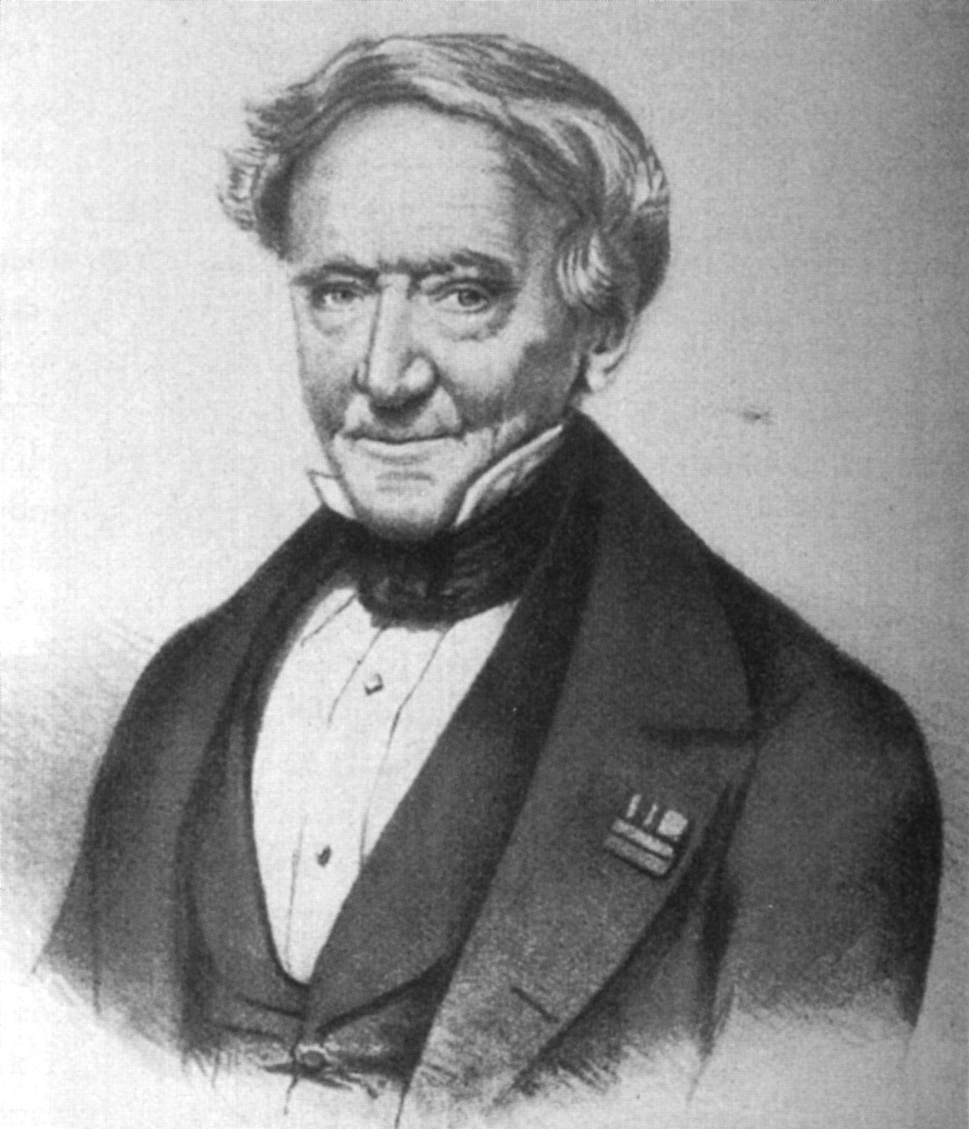
Coenraad Jacob Temminck

- Coenraad Jacob Temminck (1778 - 1858) byl holandský aristokrat a zoolog. Jeho dílo Manuel d'ornithologie, ou Tableau systematique des oiseaux qui se trouvent en Europe (1815) bylo standardem pro Evropu na mnoho let. Zdědil velkou sbírku ptactva po otci.
- Johannes Thienemann
- William Thorpe
- William Turner (1510 - 1568)
- Louis Jean Pierre Vieillot
- Wolfgang Wiltschko
- Michael Wink
- İlhami Kiziroglu
- Levent Turan

## A-D
- Humayun Abdulali (Indie)
- Ulisse Aldrovandi (1522 - 1605) byl italský přírodovědec, napsal dílo Ornithologiae libri XII (Bologna 1599-1603).
- Horace Alexander (Spojené království, později USA)
- Wilfred Backhouse Alexander (Spojené království)
- Salim Ali (Indie)
- Ettore Arrigoni degli Oddi (Itálie)
- Joel Asaph Allen (USA)
- Dean Amadon (USA)
- Jean Victoire Audouin (Francie)
- John James Audubon (USA)
- Bernard Altum
- John James Audubon
- Johann Matthäus Bechstein, „Otec německé ornitologie.“
- Hans von Berlepsch
- Hans Graf von Berlepsch
- Peter Berthold
- Christian Ludwig Brehm
- Garry Richard Bagnell (UK)
- Spencer Fullerton Baird (USA)
- Luis Felipe Baptista (USA)
- Thomas Bewick (UK)
- Biswamoy Biswas (Indie)
- Johann Heinrich Blasius (Německo)
- Edward Blyth (UK)
- Charles Lucien Bonaparte (Francie)
- James Bond (USA) Jeho kniha „Birds of the West Indies“ je významným odborným dílem.
- Richard M. Bond (USA)
- Franco Andrea Bonelli (Itálie)
- Christian Ludwig Brehm, (Germany)
- Thomas Mayo Brewer (USA)
- Thomas Browne (UK) Early British amateur (17th C)
- Walter Buller (New Zealand)
- John Cassin (USA)
- Frank Chapman (USA)
- Phillip Clancey (South Africa)
- Charles B. Cory (USA)
- Elliott Coues (USA)
- Friedrich Ferdinand von Dalberg
- Elio Augusto Di Carlo (Itálie)
- Charles-Eusèbe Dionne (CA)
- Jean Dorst (France)
- Henry Eeles Dresser (UK)
- Rudolf Drost

## E-H
- George Edwards "Otec britské ornitologie.". Jeho dílo: A natural history of Birds
- Kurt Floericke
- Max Fürbringer
- Otto Finsch (Germany)
- Jon Fjeldså (Denmark)
- Jim Flegg (UK)
- Johan Dalgas Frisch (Brazil)
- Heinrich Gaetke (Germany)
- Robert Gillmor (UK)
- Frederick DuCane Godman (UK)
- Derek Goodwin (UK)
- Philip Henry Gosse (UK)
- John Gould (UK)
- George Robert Gray (UK) (1808 - 1872) Jeho nejvýznamnějším dílem je Genera of Birds (Ptačí rody) z let 1844 - 1849, které ilustroval David William Mitchell a Joseph Wolf.
- John Edward Gray (UK; bratr George Roberta Graye) (1800 – 1875) Během padesáti let v britském muzeu sepsal téměř 500 souborů, které obsahovaly několik nových a nově popsaných živočišných, zvláště ptačích, ale i savčích druhů.
- Andrew Jackson Grayson (USA)
- Edward Grey (1st Viscount Grey of Fallodon) (UK)
- Konrad Gessner
- Eberhard Gwinner
- Karel Johan Gustav Hartlaub
- Katharina Heinroth
- Oskar Heinroth
- Carl Eduard Hellmayr
- Otto Henze
- Elon Howard Eaton (USA)
- Ernst Hartert (Německo)
- Arthur Hay, 9th Marquess of Tweeddale (UK)
- George Morrison Reid Henry (UK)(Ceylon)
- Henry Wetherbee Henshaw (USA)
- Theodor Von Heuglin (Germany)
- Alger Hiss (USA)
- Eliot Howard (UK)
- William Henry Hudson
- Allan Octavian Hume (UK) (Indie)
- Rob Hume (UK)

## I-L
- Jerome Jackson (USA)
- Helen F. James (USA)
- Thomas C. Jerdon (UK) (India)
- Janet Kear (UK)
- Maria Koepcke (Peru)
- Niels Krabbe (Dánsko)
- Nagamichi Kuroda (Japan)
- David Lack (UK)
- John Latham (UK)
- José Fernando Pacheco (Brazílie)
- Thomas Littleton Powys (4th Baron Lilford) (UK)
- Konrad Lorenz (Rakousko) (1903 – 1989) zakladatel moderní etologie.
- Gail Carter Lott (UK)

## M-P
- William MacGillivray (UK)
- Charles Henry Tilson Marshall (Indie/UK)
- Gregory Mathews (Austrálie)
- Chris Mead (UK)
- Colonel Richard Meinertzhagen (UK)
- Olivier Messiaen (France)
- Henry Leonard Meyer (UK)
- Rodolphe Meyer de Schauensee (USA)
- George Montagu (UK)
- Guy Mountfort (UK)
- Robert Cushman Murphy (USA)
- Alfred Newton (UK)
- Margaret Morse Nice (USA)
- Max Nicholson (UK)
- Bill Oddie (UK)
- Storrs L. Olson (USA)
- Peter Simon Pallas (Německo)
- Theodore A. Parker III (USA)
- James Lee Peters (USA)
- Roger Tory Peterson (USA)
- William Henry Phelps (USA)
- William H. Phelps, Jr. (Venezuela)

## Q-T
- Robert S. Ridgely (USA)
- John Livzey Ridgway (USA)
- Robert Ridgway (USA)
- Sidney Dillon Ripley (USA)
- Edward Hearle Rodd, (UK)
- Walter Rothschild (Druhý baron Rothschildský) (UK)
- Sir Edward Sabine (UK)
- Finn Salomonsen (Dánsko)
- Tommaso Salvadori (Itálie)
- Paolo Savi (Itálie)
- Hermann Schlegel (Německo/Holandsko)
- Peter Scott (UK)
- Charles Sibley (USA)
- Helmut Sick (Brazílie)
- Bertram E. Smythies (UK)
- Georg Steller (Německo)
- Ferdinand Stoliczka (Rakousko)
- Hugh Edwin Strickland (UK)
- William Swainson (UK)
- Charles Swinhoe (UK)
- Robert Swinhoe (UK)
- Colonel W. H. Sykes (UK)
- Coenraad Jacob Temminck (Holandsko)
- Arthur Landsborough Thomson (UK)
- Samuel Tickell (Indie)
- Niko Tinbergen (Holandsko)
- Henry Baker Tristram (UK)
- Bernard Tucker (UK)
- Marmaduke Tunstall (UK)
- William Turner (UK)

## U-Z
- Louis Jean Pierre Vieillot (Francie)
- Keith Vinicombe (UK)
- Karel Voous (Holandsko)
- George Waterston (UK)
- Andy Webb (UK)
- Hugh Whistler (Indie)
- Gilbert White (UK)
- Francis Willughby (UK)
- Alexander Wilson (USA)
- Marie Winn (USA)
- Harry Witherby (UK)
- William Yarrell (UK)
- John Todd Zimmer (USA)